# فیونا جوی هاوکینز
فیونا جوی هاوکینز (به انگلیسی: Fiona Joy Hawkins) با نام حرفه‌ای فیونا جوی خواننده و پیانیست اهل استرالیا است.

## اوایل زندگی
فیونا جوی در شهر سسنوک متولد شد. در سنین جوانی شروع به مطالعه و فراگیری پیانو کرد. معلمان او عبارتند از: اس کلارک، اورسولا باکر و مورین نیوئل.

## حرفه موسیقی
او در پنج آلبوم با ویلیام آکرمن همکاری داشته‌است. او همچنین از موسیقی افرادی نظیر: جرج وینستون، مایکل نایمن، فردریک شوپن و فلیکس مندلسون تأثیر پذیرفته‌است.
روزنامه سیدنی مورنینگ هرالد او را در سبک خود بهترین موسیقی دان معرفی کرده و دربارهٔ او گفته‌است «او برای شناخته شدن کشورش تلاش می‌کند، او در ابتدا به رسمیت شناخته نمی‌شد تا زمانی که در سال ۲۰۰۶ برنده جایزه زون موزیک ریپورتر شد. فیونا جوی اولین استرالیایی است که این جایزه را به دست آورده‌است.»
او اولین آلبوم خود را در سال ۲۰۰۵ و با نام تصویر آبشار منتشر کرد. این آلبوم رتبه اول نمودار زون موزیک ریپورتر را کسب کرد. آلبوم کلاسیک بعدی او در سال ۲۰۰۶ و با نام فرشته ای بالای پیانوی من منتشر شد. این آلبوم نیز برنده جایزه بهترین آلبوم پیانو را از زون موزیک ریپورتر به دست آورد.
او چندین بار فینالیست جایزه میوزیکاز در سبک جاز و کلاسیک شده‌است. او همچنین نامزد جایزه موسیقی لس آنجلس در سبک نیو ایج و امبینت شده‌است.

## آثارشناسی
- تصویر آبشار (۲۰۰۵)
- فرشته ای بالای پیانوی من (۲۰۰۶)
- یخ - پیانو کمی سرد است (۲۰۰۸)
- رویای آبی (۲۰۰۸)
- موسیقی برای ماساژ (تدوین) (۲۰۱۰)
- شادی کریسمس (۲۰۱۱)
- اجرای زنده با گروه رؤیای آبی (۲۰۱۲)
- سفرهای جسمانی (۲۰۱۲)
- ۶۰۰ سال در لحظه (۲۰۱۳)
- امضا - انفرادی (۲۰۱۵) (به عنوان «فیونا جوی»)
- امضا - همزمانی (۲۰۱۶) (به عنوان «فیونا جوی»)
- به سوی مه (۲۰۱۷) (به عنوان «فیونا جوی»)
- جریان (۲۰۱۷) (به عنوان «فیونا جوی»)
- داستان ارواح (۲۰۱۸) (به عنوان «فیونا جوی»)